# Élections législatives autrichiennes de 1971
Les élections législatives autrichiennes de 1971 (Nationalratswahl in Österreich 1971, en allemand), se sont tenues le 10 octobre 1971, en vue d'élire les cent quatre-vingt-trois députés du Conseil national, pour un mandat de quatre ans.
Le Parti socialiste d'Autriche remporte ces élections devant l'ÖVP.

## Contexte
Le nombre de députés au Conseil national passe de 165 à 183 menant à des législatives anticipées.

## Mode de scrutin

Carte des neuf Länder.

L'Autriche est une république semi-présidentielle dotée d'un parlement bicaméral.
Sa chambre basse, le Conseil national (en allemand : Nationalrat), est composée de 165 députés élus pour cinq ans selon un mode de scrutin proportionnel de liste bloquées dans neuf circonscriptions, qui correspondent aux Länder, à raison de 7 à 36 sièges par circonscription selon leur population. Elles sont ensuite subdivisées en un total de 43 circonscriptions régionales.
Le seuil électoral est fixé à 4 % ou un siège d'une circonscription régionale. La répartition se fait à la méthode de Hare au niveau régional puis suivant la méthode d'Hondt au niveau fédéral.
Bien que les listes soit bloquées, interdisant l'ajout de noms n'y figurant pas, les électeurs ont la possibilité d'exprimer une préférence pour un maximum de trois candidats, permettant à ces derniers d'être placés en tête de liste pour peu qu'ils totalisent un minimum de 14 %, 10 % ou 7 % des voix respectivement au niveau régional, des Länder, et fédéral. Le vote, non obligatoire, est possible à partir de l'âge de 19 ans.

## Partis et têtes de liste
| Parti | Parti                                                           | Idéologie                                                      | Tête de liste                      | Résultat en 1970           |
| ----- | --------------------------------------------------------------- | -------------------------------------------------------------- | ---------------------------------- | -------------------------- |
|       | Parti socialiste d'Autriche Sozialistische Partei Österreichs   | Centre gauche Social-démocratie, progressisme                  | Bruno Kreisky (Chancelier fédéral) | 48,4 % des voix 81 députés |
|       | Parti populaire autrichien Österreichische Volkspartei          | Centre droit Démocratie chrétienne, conservatisme, libéralisme | Hermann Withalm                    | 44,7 % des voix 78 députés |
|       | Parti de la liberté d'Autriche Freiheitliche Partei Österreichs | Extrême droite Nationalisme, conservatisme, euroscepticisme    | Friedrich Peter                    | 5,5 % des voix 6 députés   |

## Résultats

### Scores
| Parti | Parti                                | Suffrages | Suffrages | Suffrages | Sièges  | Sièges        |
| Parti | Parti                                | Voix      | %         | +/-       | Députés | +/-           |
| ----- | ------------------------------------ | --------- | --------- | --------- | ------- | ------------- |
|       | Parti socialiste d'Autriche (SPÖ)    | 2 280 168 | 50,04     | 1,62      | 93      | 12            |
|       | Parti populaire autrichien (ÖVP)     | 1 964 713 | 43,12     | 1,57      | 80      | 2             |
|       | Parti de la liberté d'Autriche (FPÖ) | 248 473   | 5,45      | 0,07      | 10      | 4             |
|       | Parti communiste d'Autriche (KPÖ)    | 61 762    | 1,36      | 0,38      | 0       | en stagnation |
|       | Autres                               | 1 874     | 0,04      | N/A       | 0       | N/A           |

### Analyse
Le Parti socialiste d'Autriche arrive premier avec plus de 50 % des suffrages de plus il conserve la majorité absolue. Le Parti populaire autrichien est deuxième avec 43,12 %.

### Conséquences
Bruno Kreisky conserve son poste de chancelier.